# トリオクタコンタン
| トリオクタコンタン | トリオクタコンタン |
| ------------------ | ------------------ |
| CH3(CH2)81CH3      |                    |
| IUPAC名            | トリオクタコンタン |
| 分子式             | C83H168            |
| 分子量             | 1166.222046        |
| CAS登録番号        | 7667-90-5          |
| 沸点               | 687.192 °C         |

トリオクタコンタン (Trioctacontane) とは、直鎖状のアルカンの1種。炭素原子が83個、分岐することなく一列に連なっている。分子式はC83H168。分子量は1166.222046。モル体積は1398.595 (cm3/mol)。表面張力は32.3019981384277 (dyne/cm)。分極率は153.251×10-24 (cm3)。気化熱は97.132 (kJ/mol)。蒸気圧は25℃において0 (mmHg)。沸点は760mmHgにおいて687.192 (℃)。引火点は818.287 (℃)。